# Karen Damen
Karen Franciska Maria Louisa Damen (Wilrijk, 28 oktober 1974) is een Vlaamse zangeres, (musical)actrice en presentatrice. Ze is vooral bekend als voormalig lid van de popgroep K3.

## Levensloop
Damen studeerde Moderne Talen aan de Humaniora en werkte in de horeca in Antwerpen. Eind jaren negentig werd ze gevraagd voor de meidengroep die vanaf 1999 de naam K3 kreeg. Als lid zong Damen niet alleen, maar acteerde ze (net als de andere twee leden) ook in de vele televisieprogramma's, musicals en films waarin de groep centraal stond. Zowel in haar tijd bij K3 als daarna had ze andere rollen als actrice en was ze te gast in diverse praat- en showprogramma's. Op 8 mei 2016 trad ze voor het laatst op met K3. Damen en haar collega's Kristel Verbeke en Josje Huisman maakten toen plaats voor een geheel nieuwe bezetting; de opvolgster van Damen werd Hanne Verbruggen.
Vanaf januari 2017 speelde Damen ook mee in het theaterstuk Blind Date. Daarin speelde ze de vrijgezel Daisy Pront. In augustus 2018 was Damen te zien in een gastrol in de film van youtuber Dylan Haegens genaamd De Film van Dylan Haegens. Van 2016 tot 2019 was ze jurylid in De Slimste Mens ter Wereld.
Vanaf januari 2019 speelde Damen ook mee in het theaterstuk Assisen 2: De gifmoord. Daarin speelde ze Linda Goosens, die wordt opgeroepen als getuige in de zaak rond de moord van een soapactrice.
In 2020 speelde ze mee in het tweede seizoen van de serie #LikeMe en deed ze mee aan het programma Liefde voor muziek. In datzelfde jaar was ze coach in The Voice Senior en jurylid in The Masked Singer. Vanaf 17 februari 2020 speelt ze de rol van Vanessa Mariën in de soapserie Familie. In 2022 is ze jurylid van The Masked Singer van de twee seizoenen.
In de zomer van 2024 betrad ze weer het podium van de musical. In de sprookjesmusical Sneeuwwitje, geproduceerd door Studio 100, speelde ze de rol van de Boze Koningin. Daarnaast was ze te zien in de Gert & James Zomerrevue. Beide voorstellingen waren exclusief te zien in het Studio 100 Theater de Panne.

## Privé
Karen Damen is familie van actrice Katelijne Damen, acteur Hubert Damen en advocaat Walter Damen.
Ze kwam in het nieuws door haar relaties met Gert Verhulst, Regi Penxten en Christian Olde Wolbers. In 2016 trouwde ze met de drummer Antony Van der Wee na een relatie van 10 jaar. Dit huwelijk strandde in 2023 na een relatie van 17 jaar. Damen heeft een zoon.

## Discografie
In 2007 nam Damen samen met Regi Penxten het lied Hard op, dat verscheen op zijn album Registrated. In 2014 nam ze het liedje Kzing op, in het kader van de valentijnsspecial van Radio 2. Met dat lied was ze genomineerd in verschillende nevencategorieën voor de Radio 2 Zomerhit. In 2015 nam ze samen met Iris Van Straten de single De basis op, waarvan de opbrengst ten bate was van de slachtoffers van de aardbeving in Nepal. Op 3 maart 2018 is haar eerste soloplaat uitgekomen, genaamd Een ander spoor. Op 16 maart 2018 heeft Damen dit album aan het publiek voorgesteld in de Lotto Arena. Het album stond drie weken op nummer 1 in de Vlaamse albumlijst. In de eerste en tweede editie van 24 uur live bracht ze covers uit. 

### Albums
| Album met hitnotering(en) in de Vlaamse Ultratop 200 albums | Datum van verschijnen | Datum van binnenkomst | Hoogste positie | Aantal weken | Opmerkingen |
| ----------------------------------------------------------- | --------------------- | --------------------- | --------------- | ------------ | ----------- |
| Een ander spoor                                             | 2018                  | 03-03-2018            | 1(3wk)          | 22           |             |

### Singles

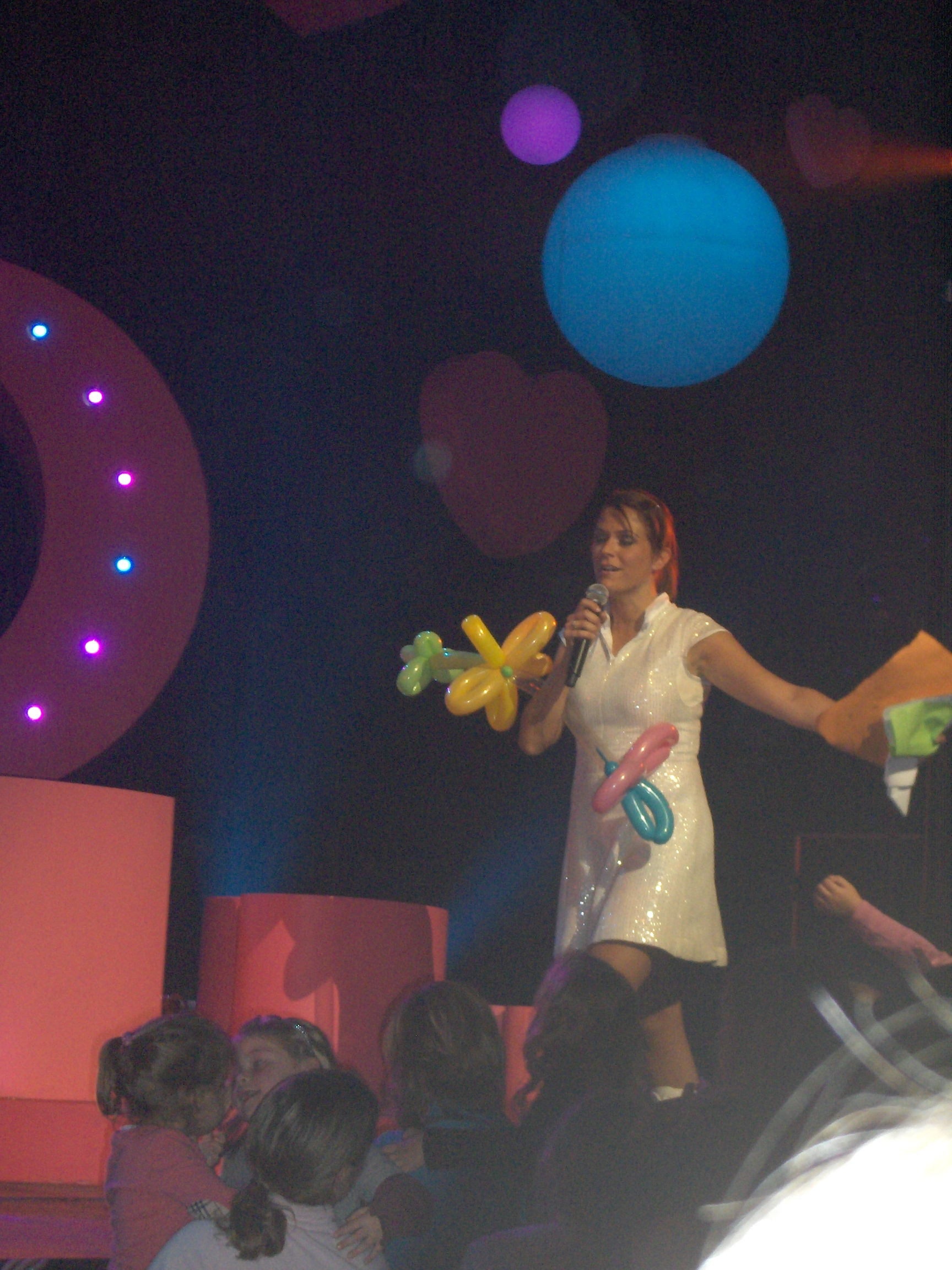
Karen Damen

| Single met hitnotering(en) in de Vlaamse Ultratop 50 | Datum van verschijnen | Datum van binnenkomst | Hoogste positie | Aantal weken | Opmerkingen                       |
| ---------------------------------------------------- | --------------------- | --------------------- | --------------- | ------------ | --------------------------------- |
| Kzing                                                | 2014                  | 15-02-2014            | tip49           | -            |                                   |
| De Basis                                             | 2015                  |                       |                 | -            | samenwerking met Iris Van Straten |
| Een ander spoor                                      | 2017                  | 09-12-2017            | tip7            | -            | Nr. 4 in de Vlaamse Top 50        |
| Hoge bomen                                           | 2018                  | 10-02-2018            | tip6            | -            | Nr. 4 in de Vlaamse Top 50        |
| Astronaut                                            | 2018                  | 05-05-2018            | tip5            | -            | Nr. 5 in de Vlaamse Top 50        |
| Houd de dief                                         | 2020                  | 11-04-2020            | tip11           | -            | Nr. 12 in de Vlaamse Top 50       |

## Televisie
Buiten de K3-films en -musicals speelde zij mee in de televisieserie Het Huis Anubis als gymlerares Esther Verlinden en in het theaterstuk Taxi Taxi. In het seizoen 2009/2010 was zij een van de kandidaten van het populaire quizprogramma De Slimste Mens ter Wereld op Eén. Daar kon zij het drie afleveringen volhouden, waarvan twee als slimste van de dag. Op 27- 29 mei 2011 was Damen, met K3, te gast bij De Toppers in de Amsterdam ArenA. Vanaf 2012 was zij een van de juryleden in het talentenjachtprogramma Belgium's Got Talent. In 2013 verscheen zij ook in het VTM-programma Nonkel Mop. Ze zat ook regelmatig in het panel van Scheire en de schepping en was in 2014 een van de vaste weekgasten van Café Corsari. Van 2015 tot en met 2016 was ze vast teamleider in het VIER-programma Het zijn net mensen. In 2015 had ze haar eigen programma Perfect? op VIJF en Karen en De Coster op VIER. In december 2015 tekende Damen een exclusiviteitscontract met VIER en VIJF. Van 2020 tot 2022 was ze tevens jurylid/panellid  in The Masked Singer.
- Familie Backeljau (1994, 1997) - stand-in voor Bomma[2] tijdens gesprekken met Cois
- Samson & Gert (2000, 2002) - Karen van K3, gastrol
- De Wereld van K3 (2003-2015) - Karen van K3, presentatrice
- F.C. De Kampioenen (2005) - Karen van K3
- Het Huis Anubis (2006-2007) - gymlerares Esther Verlinden, terugkerende gastrol
- K2 zoekt K3 (2009) - Karen van K3.
- Hallo K3! (2010-2012) - Karen van K3, hoofdrol.
- Belgium's Got Talent (2012-2015) - jurylid
- K3 Kan Het! (2014-2015) - Karen van K3, de presentatrice
- Perfect (2015, 2017) -  zichzelf
- Karen en De Coster (2015) -  presentatrice
- K3 zoekt K3 (2015) - jurylid
- Loslopend Wild & gevogelte (2015) - Karen van K3
- Glammertime (2016) - presentatrice
- Nieuwe buren (2016) - zichzelf
- Camping Karen & James (2017) - zichzelf
- Karen maakt een plaat (2018) - zichzelf
- #LikeMe (2020) - eventplanner Saskia Veugels
- Familie (2020-heden) - Vanessa Mariën
- The Voice Senior (2020) - coach
- The Masked Singer (2020-2023) - speurder
- Cupido Ofzo (2020) - als presentatrice
- Wat zou jij doen? (2023) - als presentatrice
- Milo (2024-heden) - Maud Torres
- Sing Again (2024) - als jurylid
- Make Up Your Mind (2025) - panellid

## Film
- K3 en het magische medaillon (2004) - Karen van K3, hoofdrol.
- K3 en het ijsprinsesje (2006) - Karen van K3, hoofdrol.
- Piet Piraat en het vliegende schip (2006) - de rode vleesetende plant.
- K3 en de kattenprins (2007) - Karen van K3, hoofdrol.
- K3 Bengeltjes (2012) - Karen van K3, hoofdrol.
- K3 Dierenhotel (2014) - Karen van K3, hoofdrol.
- Finding Dory (2016) - Destiny, stemrol.
- De Film van Dylan Haegens (2018) - Yvonne Hermans, gastrol.

## Theater
| Jaar       | Productie                          | Rol                 | Producent                      |
| ---------- | ---------------------------------- | ------------------- | ------------------------------ |
| 2002-2003  | Doornroosje                        | Goede fee Karamella | Studio 100                     |
| 2003, 2007 | De 3 Biggetjes                     | Knarri              | Studio 100                     |
| 2005-2006  | Taxi Taxi                          | Marleen             | Het Nieuwe Boulevardtheater    |
| 2011       | Alice in Wonderland                | Karen               | Studio 100                     |
| 2017       | Blind Date                         | Daisy Pront         | Uitgezonderd                   |
| 2019       | Assisen 2 - De Gifmoord            | Linda Goossens      | Uitgezonderd                   |
| 2020       | Chateau Cupido                     | Bettie Scharrelmans | Uitgezonderd i.s.m. Studio 100 |
| 2020       | Assisen 2 (online) - De Kerstmoord | Frida De Witte      | Uitgezonderd                   |
| 2024       | One woman show: De eerste keer     | Zichzelf            | Gracia Live                    |
| 2024       | Sneeuwwitje                        | Koningin            | Studio 100                     |